# Chutes Sutherland
Les chutes Sutherland, en anglais : Sutherland Falls, est une chute d'eau située dans le Milford Sound sur l'Île du Sud en Nouvelle-Zélande. Haute de 580 m la chute a longtemps été considérée comme la plus haute du pays. Cependant, la Browne Falls chute sur une hauteur de 843 m dans le Doubtful Sound
Les chutes Sutherland se décomposent en trois sauts : le premier de 229 m de haut, celui du milieu de 248 m, et le dernier de 103 m. La chute de 580 m se fait sur une distance horizontale de 480 m, l'angle moyen de la chute est donc de 56 degrés.
La base des chutes Sutherland est à 90 minutes de marche du Quintin Public Shelter situé sur le Milford Track.